# Kościół św. Wawrzyńca w Czewujewie
Kościół świętego Wawrzyńca w Czewujewie – rzymskokatolicki kościół parafialny należący do parafii pod tym samym wezwaniem (dekanat rogowski archidiecezji gnieźnieńskiej).
Obecna budowla to dawny kościół protestancki wzniesiony w 1880 roku. Po 1945 roku świątynia została przekazana przez władze państwowe wiernym kościoła rzymskokatolickiego. Kościół nie jest konsekrowany. Od 15 sierpnia 1976 roku, czyli po erygowaniu samodzielnej parafii w Czewujewie dawny zbór pełni funkcję świątyni parafialnej.